# چیل ورلدواید
چیل ورلدواید (به انگلیسی: Cheil Worldwide) شرکت تبلیغاتی کره‌ای است، که در زمینه ارائه خدمات تبلیغات، روابط عمومی و بازاریابی فعالیت می‌کند.
شرکت چیل ورلدواید در سال ۱۹۷۳ توسط گروه سامسونگ تأسیس شد و در حال حاضر بزرگترین بنگاه تبلیغاتی کره جنوبی می‌باشد و در رتبه ۱۵ از بزرگترین شرکت‌های تبلیغاتی جهان قرار دارد.
دفتر مرکزی این شرکت در شهر سئول، کره جنوبی قرار دارد و بخشی از سهام آن در بازار بورس کره معامله می‌شود.